# Кіевская старина
«Кіевская старина» («Київська минувшина») — щомісячний багатопрофільний історико-етнографічний та літературний часопис в Україні. Видавався у Києві російською і українською (в російській транслітерації з 1905 року, в українській з 1906 року) мовами впродовж 1882–1906 років.
Заснований з ініціативи київської Старої громади для висвітлення досягнень у галузях історичної науки, визначення напрямів дослідницьких пошуків, поширення історичних знань.
За тематичним і хронологічним діапазонами охоплення історичної проблематики не мав аналогів у фаховій періодиці України. Видавався за кошти від пожертвувань громадівців та меценатів, а також за рахунок передплати.
Перший редактор-видавець часопису — Феофан Лебединцев, потім головними редакторами були Олександр Лашкевич, Євген Кивлицький та Володимир Науменко. Помітно вплинули на видання Володимир Антонович, Павло Житецький, Олександр Лазаревський, Микола Петров, Михайло Грушевський, Орест Левицький та інші.
Навколо видання згуртувалися відомі представники тогочасної української історичної думки, етнографи, літератори, мовознавці, письменники.
Основні автори видання: Дмитро Багалій, Михайло Владимирський-Буданов, Василь Горленко,Володимир Іконников, Іван Каманін, Микола Костомаров, Аполлон Скальковський, Дмитро Яворницький; археолог Микола Білозерський; композитор та етнограф Микола Лисенко, етнографи Микола Сумцов, Чеслав Нейман, Тадей Рильський; мовознавці Агатангел Кримський, Борис Грінченко, Володимир Науменко, Микола Петров, Олександр Потебня; письменники та драматурги Марко Вовчок, Іван Карпенко-Карий, Ольга Кобилянська, Михайло Коцюбинський, Панас Мирний, Леся Українка, Іван Франко та інші.
У 1907 року журнал продовжив друк під назвою «Україна» і видавався переважно українською мовою. За версією низки дослідників «Україна» був самостійним виданням.
Спроби реанімувати «Киевскую старину» в УРСР у 1970-х роках зазнали невдачі (1972 року вдалося видрукувати 2 номери). 1992 року видання журналу під назвою «Київська старовина» поновлено.
Усього вийшло 94 томів журналу. Опубліковано 6405 робіт різного об'єму та жанру. Архів редакції журналу зберігається в Інституті рукопису Національної бібліотеки України імені В. І. Вернадського у фонді 112.

## Історія

### Передумови
Бажання української інтелігенції мати окремий історичний часопис було зумовлене тим, що матеріали з української історії публікувались в Російській імперії в російських виданнях, у яких відображено російський погляд на історію України.
До появи «Киевской старины» українські часописи або збірники мали переважно літературно-етнографічне спрямування без історичного акцентування. Серед них «Украинский вестник», «Украинский журнал», «Запорожская старина» та інші.
Зокрема, ректор Київського університету Михайло Максимович в 1840-ві роки прохав імператора Миколу I про дозвіл на заснування історичного журналу в Києві. Монарх надав негативну відповідь.

### Заснування журналу
Розмови Олександра Лазаревського та Володимира Антоновича щодо заснування українського журналу в Україні велись з 1879 року. Відомо, що 1881 року велась підготовча робота до заснування журналу, проводились редакційні засідання, вироблявся план видання, готувались статті, рецензії, замітки. В створені журналу брали участь представники київської Старої громади: Володимир Антонович, Олександр Лазаревський, Микола Петров, Павло Житецький, Олександр Кістяківський, Орест Левицький та інші. Кошти для видання надав український промисловець, меценат Василь Симиренко, який передав на українські справи 25000 рублів.
Фундатори майбутнього видання хотіли бачити редактора лояльного до Старої громади, а також «благонадійну для Петербурга».

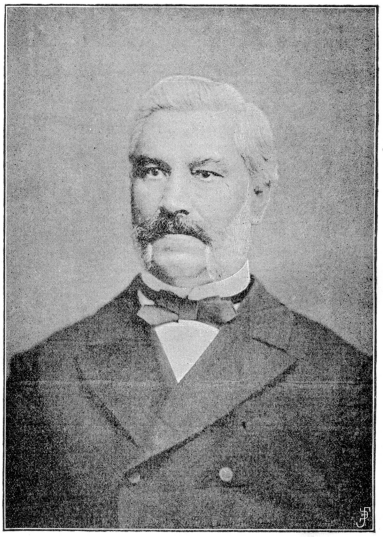
Феофан Лебединцев

До організаційного комітету увійшли Володимир Антонович, Олександр Лазаревський, Феофан та Петро Лебединцев, Микола Петров та Орест Левицький. Лазаревський наполіг на гонорарах для співробітників видання. Щоправда, він разом з Антоновичем та Левицьким відмовився від оплати за свою роботу.
Пропонувались назви «Украинская старина», «Запорожская старина», «Украинский архив», проте засновники зупинились на компромісній назві «Киевская старина». 4 серпня 1881 року до Головного управління в справах друку надіслано лист з програмою та назвою майбутнього видання на схвалення.
На думку Володимира Антоновича редактором нового видання міг стати кафедральний протоієрей Софійського собору Петро Лебединцев. Проте, він порекомендував свого молодшого брата Феофана, який 16 років служив в Королівстві Польському, мав російські державні нагороди, а також набув редакторський досвід в «Киевских епархиальных ведомостях». Феофан Лебединцев погодився і після того, як вийшов у відставку 29 серпня 1880 року він долучився до заснування «Киевской старины». 29 квітня 1881 року під час засідання Володимира Антоновича, Пилипа Терновського, Олександра Кістяківського, Степана Голубєв, Ігоря Малишевського визначено вирішено обрати Феофана Лебединцева першим редактором видання.
Програму журналу затвердив міністр внутрішніх справ Микола Ігнатьєв 17 жовтня 1881 року.

### Перший період. Редакторство Феофана Лебединцева
У перший період журналу з 1881 по 1887 рік друкувались 10-12 друкованих аркушів на номер. Суттєві утиски української мови в Російські імперії не позначились на матеріали часопису та на його дослідницький та археографічній тематиці публікацій.
Видання було дефіцитним, і прибуток не перевищував видатки. Тому Лебединцев шукав способи передати видання іншому власнику. Ця ситуація набула розголосу серед громадськості та наукового середовища. Пропонувалось перемістити видання до Харкова з назвою «Южнорусская старина», але цього не відбулось.

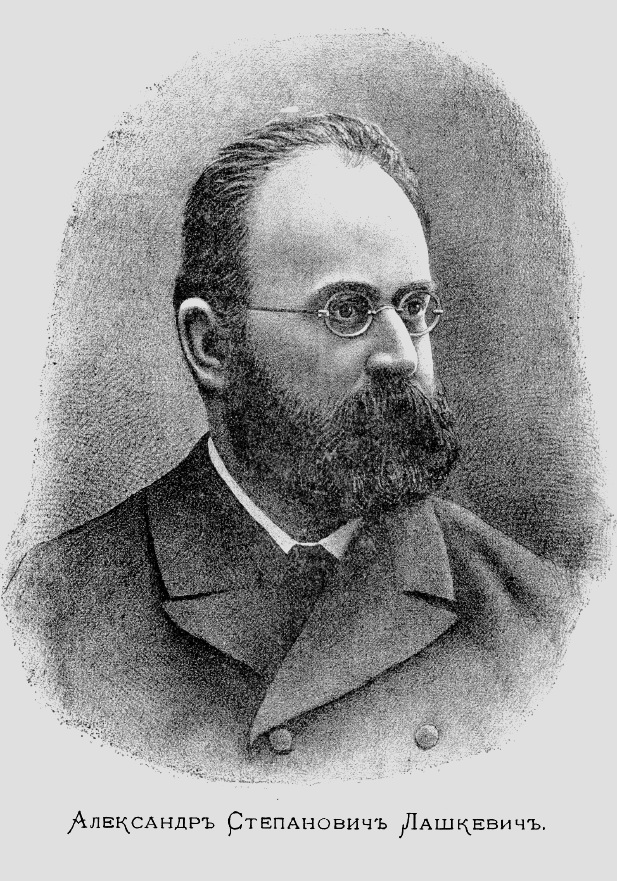
Олександр Лашкевич

З 1882 року з ініціативи Феофана Лебединцева та Степана Пономарьова до кожного тому журналу укладався «Алфавитный указатель личных имен и примечательных мест и предметов». 1893 року вийшов перший систематичний покажчик змісту «Киевской старины» за перше десятиліття, укладений Володимиром Науменком.
Редакція Лебединцева згуртувала українських діячів історичної науки, тим самим створила зацікавлення до українознавчих досліджень в Російській імперії. За редакторства Лебединцева видання відзначалась як помірковане. На цей етап припадає формування видання як наукового осередку «Киевской старины». Остання книга 1887 року містила заяву редактора, що видання через хворобу редактора та складне становище тимчасово припиняється.

### Неофіційний орган Старої громади
Діячі Старої громади запропонували очолити журнал історику, посадовцю у відставці Олександру Лашкевичу. 4 грудня 1887 року підписано договір передачі прав видання «Киевской старины» від Лебединцева до Лашкевича за 2000 рублів. 13 лютого 1888 року департамент поліції затвердив Лашкевича головним редактором видавництва «Киевской старины». Перша книга за підписом нового редактора вийшла у березні 1888 року. Фактичним редактором цього тому став Федір Мищенко.
Видання за Лашкевича розширило публікацію документів, заміток і критики. Для цього було створено окремий відділ довідок і бібліографії. Створено покажчик видання за 1882—1887 роки. Змінено зовнішній вигляд часопису, обкладинка стала синього кольору, поліпшилась якість паперу, збільшено обсяг номеру до 18-20 аркушів. Розширено хронологію та тематичні межі журналу. Новими відділами стали Критика, Бібліографічний листок, Для довідок.
У редакційний комітет увійшли Олександр Лазаревський, Володимир Антонович, Павло Житецький, Володимир Науменко, Орест Левицький, Іван Лучицький, Никандр Молчановський, Микола Шугуров. Секретарем обрано Павла Житецького. Збори редакції проводились вдома в Олександра Лашкевича та Федора Мищенка.
Збільшився гонорар: 25-40 рублів за друкований аркуш. Надавалась перевага не анотаціям, а ґрунтовним оглядам та рецензіям. М'якість редактора позначилась на великих збитках видання. У цей час почались друкуватись твори художньої тематики. 1889 року дефіцит журналу становив 4000 рублів. Лашкевичу також вдалося збільшити коло читачів. Він пробув на посаді два роки до раптової смерті 31 жовтня 1889 року.
Після його смерті колегія запросила до редакторства Євгена Кивлицького. 20 листопада 1889 року сповіщено, що міністр внутрішніх справ погодив Кивлицького на посаді. Проте, наступники Лашкевича планувала припинити друк часопису через фінансові збитки. Тому Стара громада взяла під опіку видання. Видання і права видання продали Миколі Гамалії за 3300 рублів 15 грудня 1889 року.
Кивлицький залишився номінальним редактором, хоч наукову базу формував Олександр Лазаревський. Михайло Грушевський вважався неофіційним редактором «Киевской старины». Кивлицький вирішував справи видання колегіально і виконував технічні функції. Фактично видання перетворилося на громадське підприємство під опікою Старої громади.
1891 року дефіцит видання становив 3000 рублів. Кивлицький працював до тому 42 № 7 за 1893 рік. 4 травня 1893 року Микола Гамалія звернувся до Головного управління у справах друку з проханням передати редакцію Володимиру Науменку. З 26 липня 1893 року повідомлено, що головним редактором «Киевской старины» має стати Володимир Науменко.

### Редакторство Володимира Науменка

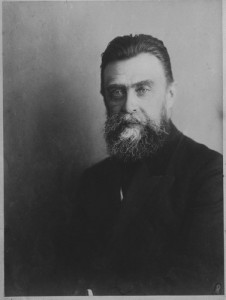
Володимир Науменко

Період Науменка з 1893 по 1906 позначився на змінах у часописі. Якщо 1880-ті роки видання було аполітичним, то за редакторства Науменка воно має українофільські риси. Редактор сприяв відстоюванню української мови, національної літератури, з'явилися публіцистичні статті. На сторінках почали описувати сучасне громадське-політичне життя не лише Наддніпрянської України, але й Галичини, Буковини, Закарпаття тощо. Фінансово видання все більш залежало від Старої громади. Дефіцит зменшувався коштом обов'язкових щорічних внесків. Для покриття видатків редактор пропонував створити товариство підтримки «Киевской старины». Сумарно дефіцит складав 7000 рублів. Науменко також пропонує створення фонду та випуску акцій по 100 рублів кожна. Постійним спонсором видання виступали Василь Симиренко, Євген Чикаленко та інші.
1896 року редакція оголосила програму нарисів для видання популярної історії України. Єдина книга яка надійшла до редакції стала монографія Олександри Єфименко 1896 року. Проте, вона не сподобалась Науменку через те, що історія написана в стилі російської державницької історіографії. Тож, запропонували доповнити видання з Василем Доманицьким і поділити премію. Єфименко не погодилась та видала свою працю окремою «История Европы по эπохам и странам в среднее века и новое время» в 1906 році.
Володимир Науменко відстоював право видання літературних творів українською мовою. Також Науменко активно сприяв наданню права часопису визначити тематику та самостійно розглядати матеріали видання. Цей дозвіл отримано 31 липня 1898 року. При редакції заснувалась українська друкарня, 1899 року — книгарня. Завідували книгарнею Євген Тимченко та Борис Грінченко. Книгарню передали до Загальної української організації на початку 1902 року. Нею став опікуватись Євген Чикаленко. З 1905 року Чикаленко став її власником, оскільки викупив її у «Киевской старины».

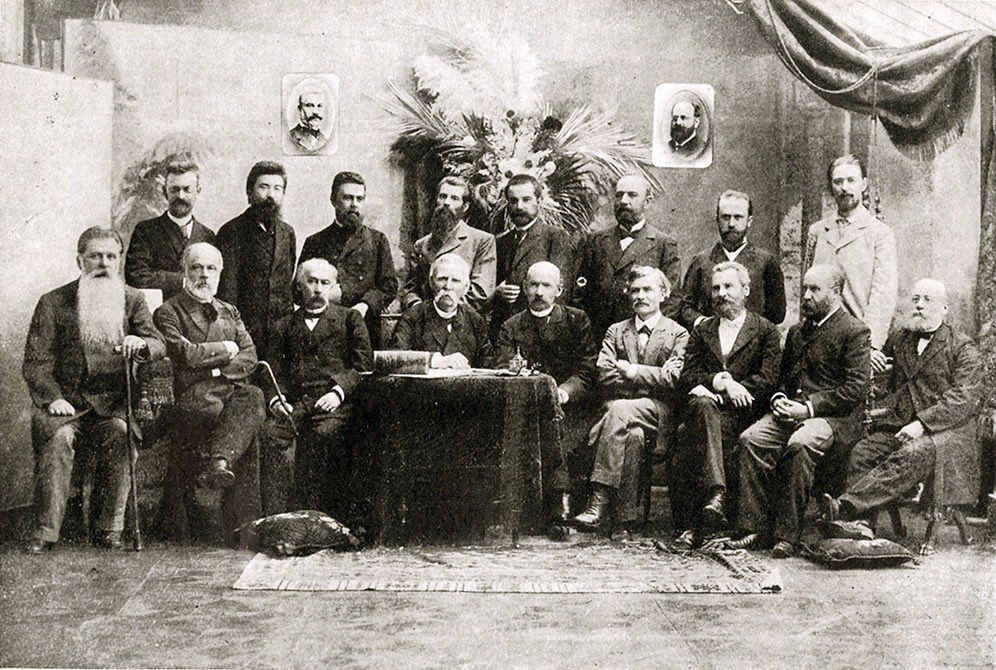
Святкування з нагоди 15-річчя журналу «Кіевская старина», весна 1898 року. Зліва направо сидять: Павло Житецький, Олександр Лазаревський,, Михайло Чалий, Микола Шугуров, Володимир Антонович, Костянтин Михальчук, Андрій Стороженко, Володимир Щербина; стоять: Євген Кивлицький, Микола Василенко, Андроник Дудка-Степович, Никандр Молчановський, Орест Левицький, Микол Стороженко, Венедикт Мякотін

27 грудня 1901 Гамалія та Науменко прохали чиновників у справах друку затвердити самого Володимира Науменка видавцем журналу. 8 лютого 1902 року цю пропозицію схвалено.
У 1899—1901 роках як додаток до «Кіевской старины» виходив щомісячник «Археологічний літопис Південної Росії» (редактор Микола Біляшівський), що в 1903—1905 роках став окремим журналом.
Українофільська спрямованість журналу спостерігається у 1899—1900 роках, коли у виданні переважна більшість статей присвячені розвитку української мови та культури, науки.
Художні матеріали української збільшилися удвічі Публікується Іван Франко, Михайло Старицький, Іван Карпенко-Карий, Іван Нечуй-Левицький, Панас Мирний, Леся Українка, Володимир Винниченко. Понад 160 публікацій присвячено Шевченку.
У 1905—1906 роках видання почало публікувати публіцистику. 1906 року після Російської революції колегія та видання присвятили діяльність вироблення підходів до історії української літератури, історії, а у звернені до читачів планували перетворити видання з науково-історичного на громадсько-політичне видання. 13 грудня 1906 року затверджена нова програма часопису «Україна» на базі «Киевской старины».

### Реорганізація
Видання передбачало друкувати наукові дослідження з історії літератури, етнографії та суспільного життя України, публіцистичні та художні твори. Воно відрізнялось від видання «Киевской старины». Активні співробітники: Дмитро Дорошенко, Симон Петлюра, Микола Порш, Андрій Яковлів та інші. Історики та бібліографи не прийшли до єдиної думки, чи слід вважати «Україну» 1907 року продовженням «Киевской старины».

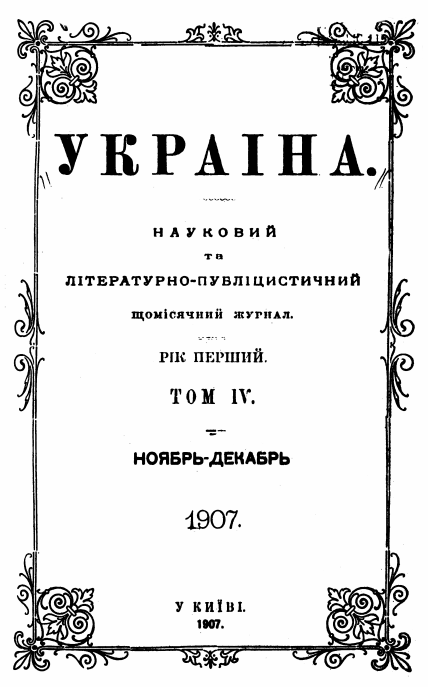
Обкладинка журналу «Україна» з 1907 року

## Передплата
Основними передплатниками видання були науковці університетів, викладачі гімназій, реальних училищ. Від 7 лютого 1885 року відповідно до циркуляра піклувальника Київського навчального округу бібліотекам рекомендовано використання «Киевской старины» для навчальних закладів. В перші роки часопис поширювався серед духовенства. Журнал переплачували в Києві, Харкові, Одесі, Полтаві, Чернігові, Москві, Санкт-Петербурзі, Тифлісі, Астрахані, Самарі та інших містах Російської імперії та закордоном.

## Російська цензура
Видання Емського указу 1876 року унеможливлював та уніфіковував жанровість, публікації документів та художніх творів українських видань відповідно до російських правописних норм. «Киевская старина» перебувала під цензурою, адже видання безцензурних приватних часописів дозволялось лише в Москві та Санкт-Петербурзі. Сприяв цьому таємний радник Михайло Юзефович, який наполіг на тому, щоб «Киевская старина» стала підцензурним виданням. Через це кожне видання номера потребувало схвалення київського цензора. На першому етапі цензор добився заборони вживання літери «і», замінюючи її на «и». Редакція відмовилась від публікацій українських документів, пам'яток літератури та фольклору, адже заборонялось цитування оригіналів. 1887 року російські цензори намагалися викорінити будь-яке українське слово з видання. Була заборона на видання окремих відбитків видання. Заборонялась передплата та реклама галицьких часописів. Російська цензура до «Киевской старины» ставилась прискіпливіше, аніж на інші видання імперії.

## Тематика та автори
У часописі широко представлена економічна, політична та соціальна проблематика, історія українців. Значна кількість публікацій висвітлювала питання давньої історії України. У порівнянні з іншими регіонами, найбільше публікацій присвячено темам, пов'язаних з Лівобережною Україною доби Середньовіччя і Нового часу. Водночас значна увага приділялася вивченню історичного минулого Слобідської України, Правобережної України, Галичини.

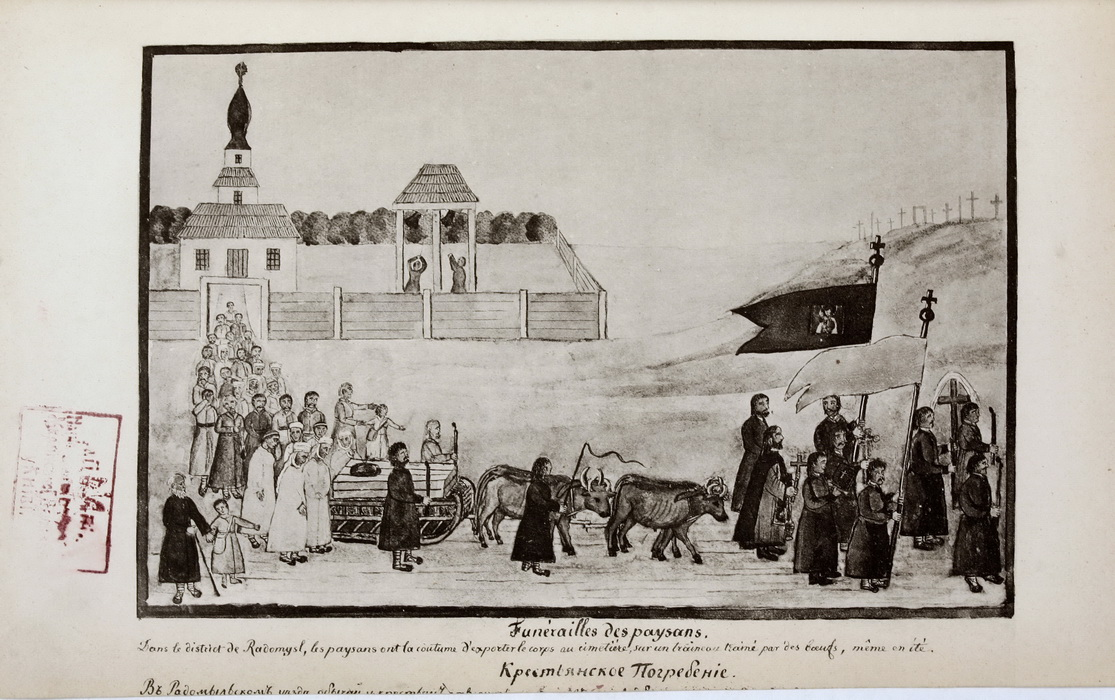
Малюнки обрядів народного побуту з видання «Киевской старины»

Широко висвітлювалась історія українського козацтва, національно-визвольних та державотворчих питань України, українсько-російські й українсько-польські відносини тощо.
Завдяки часопису відбулося розширення історико-краєзнавчих, топографічних, демографічних досліджень в Україні.
Видання висвітлювало повсякденний побут українців. Публікувало церковно-історичні матеріали: фрагменти з історії окремих храмів та монастирів й описами церковних пам'яток, дослідження конфесійних відносин, церковно-громадського життя на українських землях і пов'язаних з ними культурно-релігійних течій. Регулярно вміщувалися розвідки з історії освіти й культури.
Поєднуючи у своїй діяльності видавничу, дослідницьку та археографічну роботу, автори часопису ввели в науковий обіг значну кількість новоопублікованих історичних джерел. Додаткове видання містило ілюстративний ряд, який складався з портретів видатних історичних особистостей, зображень монастирів і церков, предметів повсякденного вжитку, одягу, зброї, археологічних знахідок тощо. Регулярно вміщувалися рецензії, які стали взірцем толерантної наукової критики.
У виданні «Киевской старины» брали участь понад 450 авторів та кореспондентів, серед яких вчені в галузі історії і філології — випускники Київського університету: Михайло Владимирський-Буданов, Митрофан Андрієвський, Олександр Андрієвський, Вільям Беренштам, Дмитро Багалій, Іван Лучицький, Костянтин Михальчук, Федір Мищенко, Федір Вовк, Леонід Білогриць-Котляревський, Павло Голубовський, Михайло Грушевський, Василь Данилевич, Микола Дашкевич, Борис Познанський, Володимир Іконников, Митрофан Довнар-Запольський, Василь Доманицький, Петро Дорошенко, Михайло Драгоманов, Іван Линниченко, Сергій Єфремов; Харківського університету — Микола Костомаров, Микола Бакай, Василь Гнилосиров, Михайло Комаров, Василь Милорадович, Дмитро Міллер; Новоросійського університету — Микола Біляшівський, Олександр Маркевич, Дмитро Маркович, Федір Лашков; Дерптського університету — Микола Василенко; Київської духовної академії — Іван Малишевський, Степан Голубєв, Микола Петров, Петро Лебединцев, Володимир Завітневич, Василь Біднов, Василь Липківський, Олександр Лотоцький, Всеволод Крижанівський, Федір Матушевський; Петербурзького університету — Олександр Лазаревський, Олексій Міллер, Володимир Перетц, Євген Пєтухов, Адріян Прахов; Московського університету — Агатангел Кримський, Олександр Веселовський, Михайло Корнілович, Володимир Леонтович та інші.
Автори журналу були представниками різних наукових шкіл, однак переважна більшість найближчих його співробітників сформувала своє наукове кредо в стінах Київського університету. Закінчили Київський університет три з чотирьох редакторів «Киевской старины» — Олександр Лашкевич, Володимир Науменко та Євген Кивлицький (Феофан Лебединцев — вихованець Київської духовної академії).
Від початку 1900-х років кількість науково-інформаційних публікацій на сторінках журналу помітно зменшується, натомість частіше друкуються публіцистичні праці й белетристичні твори письменників та драматургів. Серед них: Марко Вовчок, Іван Карпенко-Карий, Ольга Кобилянська, Михайло Коцюбинський, Панас Мирний, Леся Українка, Іван Франко та інші.

## Відгуки сучасників
Український письменник та громадський діяч Іван Франко відзначав «славнозвісний місячник, посвячений українській історії, літературі і старовині», який «подає дуже цінних і цікавих праць, заслужили на увагу широкої публіки через те, що в спосіб, у нас новий а строго науковий, дотикають дуже важливих питань духового життя і творчості нашого народу». Письменник Сергій Єфремов вважав, що видання «до якоїсь міри заступає нам українську газету».

## Значення
Український історик Дмитро Дорошенко прирівнював «Киевскую старину» до «історико-філологічного факультету українознавства». Гліб Лазаревський порівнював журнал з «багатющою енциклопедією української історії, української культури, українознавства». Наталія Полонська-Василенко назвала журнал «друкованим органом української думки на підросійській Україні й енциклопедією історії України». Олександр Оглобин порівнював авторів журналу зі «справжнім науковим товариством». 